# Pseudoscada egla
Pseudoscada egla är en fjärilsart som beskrevs av William Chapman Hewitson 1872. Pseudoscada egla ingår i släktet Pseudoscada och familjen praktfjärilar. Inga underarter finns listade.